# PQ18船団

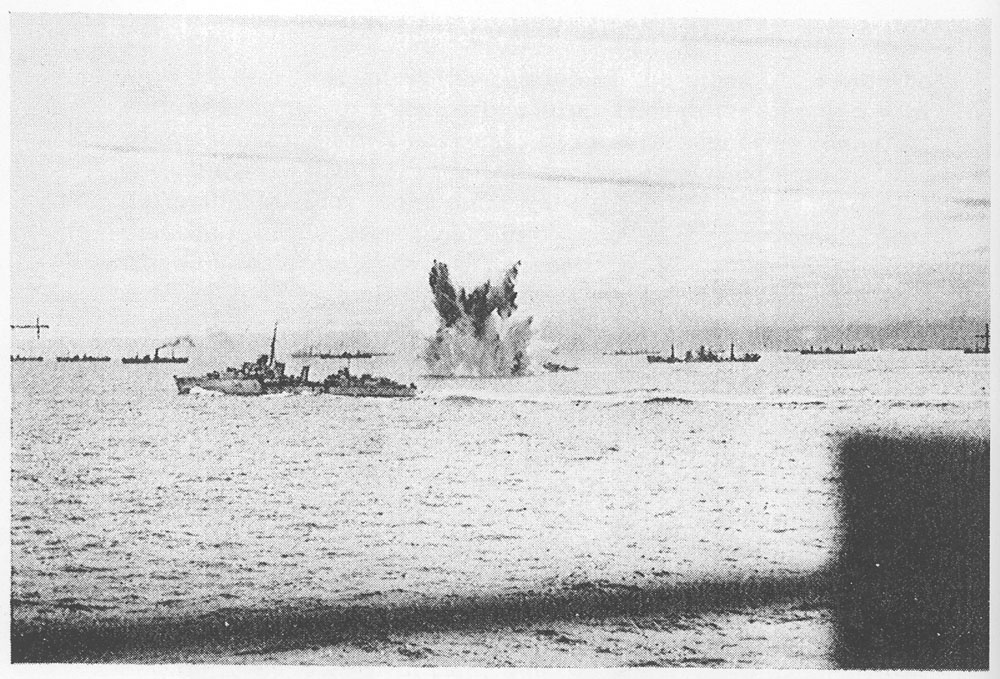
攻撃を受ける船団。中央左の英駆逐艦はエスキモー

PQ18船団（ピーキュー18せんだん、Convoy PQ-18）は、第二次世界大戦中にナチス・ドイツと戦争中だったソビエト連邦に送られた連合国軍の援助物資輸送船団のうちの一つである。船団は1942年9月2日にスコットランドのロッホ・ユーを出発し、1942年9月21日にアルハンゲリスクに到着した。
PQ17船団の壊滅的な損害をうけ、船団を運航するイギリス海軍は船団に空からの援護をつけることを決断した。護衛空母アヴェンジャーがアメリカから供与され、護衛部隊の中核となった。船団の出発は当初の予定より遅れたが、これはイギリス海軍の艦艇の多くが、8月に行われた、地中海のマルタ島に対する重要な船団に対する護衛作戦、ペデスタル作戦に参加したためである。

## 参加艦艇
船団は44隻の商船からなっていた。15隻のイギリス船、20隻のアメリカ船、6隻のソ連船、そして3隻のパナマ船である。護衛部隊はロバート・ブルネット少将によって指揮され、護衛空母アヴェンジャー、軽巡洋艦シラ、駆逐艦オンスロー、オンスロート、オパチューン、オファ、アシャンティ、エスキモー、ソマリ、ターターからなる戦隊と、駆逐艦ミルン、マーン、マーチン、ミーティア、フォークナー、フュリー、インパルシブ、イントレピッドからなるB戦隊があった。
船団と一体となって直衛にあたる直接護衛隊は、駆逐艦マルカム、アケイティーズ、特設防空艦アラインバンク、アルスタークイーン、フラワー級コルベットベルガモット、ブリオニー、ブルーベル、カメリア、対潜トローラーケープ・アルゴナ、ケープ・マリアト、ダーネマン、セント・ケナン、そして3隻の掃海艇だった。
船団を離れた距離に配置された援護部隊には、戦艦アンソン、デューク・オブ・ヨーク、重巡洋艦ロンドン、サフォーク、カンバーランド、ノーフォーク、シェフィールド他からなり、ブルース・フレーザー中将によって指揮されていた。

## 船団への航空援護
アヴェンジャーは10機のハリケーン戦闘機と、3機のソードフィッシュ攻撃機を搭載していた。さらに、イギリス空軍とオーストラリア空軍の混成部隊が、生起するであろうドイツの戦艦ティルピッツの出撃に備えて、ソ連領に派遣された。
その勢力は、第144飛行中隊と第455飛行中隊からの32機のハンプデン爆撃機、第210飛行中隊からの9機のカタリナ飛行艇、そして3機の偵察型スピットファイア戦闘機であった。
派遣途上、9機のハンプデンが失われた。この混成部隊は、ムルマンスクから40km北方にある、ヴァエンガの基地で再編成を行った。

## 戦闘経過

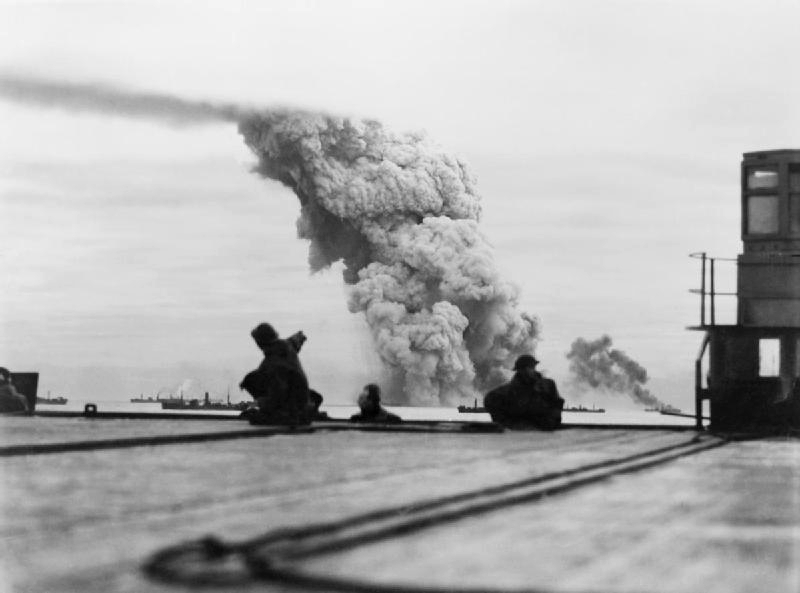
ドイツ軍の攻撃により爆沈する商船。アヴェンジャーの甲板より撮影

ドイツ軍は手強い攻撃隊として、第26爆撃航空団の42機のHe111雷撃機と、35機のJu 88急降下爆撃機を指し向けることとした。彼らは護衛艦艇を圧倒するために、雷撃機と爆撃機が同時に攻撃する戦術を採った。Uボートも密かに船団の後を追い始めた。そのうちの一隻、U-88はスピッツベルゲン島南方沖で駆逐艦フォークナーに撃沈された。
9月12日に、PQ-18船団はドイツ軍の飛行艇BV138に発見され、その日の遅くまでに8隻の船がドイツ軍雷撃機により撃沈された。次の日、ドイツ軍は空襲を行ったものの、ハリケーンの迎撃を受け、5機を失ったため攻撃を中止し引き返した。なおハリケーンも友軍艦艇の誤射を受け3機が撃墜されてしまったが、パイロットは救助された。
次に犠牲になったのはタンカー・アセルテンプラーだった。14日に雷撃を受け、放棄された。その後の空襲は、ドイツ軍に20機以上の犠牲を支払わせる事となった。船団はコラ海峡に差し掛かった時にUボートから攻撃を受けた。U-408によって3隻の商船が沈められたが、護衛隊もU-457とU-589を撃沈した。さらに2隻の商船が、ムルマンスク港内で空襲によって沈められたため、船団は合計で13隻の船舶を失ったことになる。
ティルピッツは結局出撃する事はなく、ハンプデン隊は9月14日に一度パトロールを行ったのみであった。彼らは装備機のうち23機のハンプデンをソ連に残しイギリスへ帰国した。

## 船団構成船
※船名のアルファベット順  
- アフリカンダー（Africander、パナマ船籍・空襲により沈没）
- アンドレ・マルチ（Andore Marti、ソ連船籍）
- アセルテンプラー（Atheltemplar、イギリス船籍・U-457に雷撃を受け損傷後、U-408の雷撃により沈没）
- ブラックレンジャー （Black Ranger、イギリス船籍）
- キャンプファイヤー（Campfire、アメリカ船籍）
- チャールズ・R・マコーリック（Charles R. McCormick、アメリカ船籍）
- コープランド（Copeland、イギリス船籍・船団救難船）
- ダン・ヤ・ブリン（Dan-Y-Bryn、イギリス船籍）
- エンパイア・バフィン（Empire Baffin、イギリス船籍）
- エンパイア・ボーモント（Empire Beaumon、イギリス船籍・空襲により沈没）
- エンパイア・モーン（Empire Morn、イギリス船籍）
- エンパイア・スノー（Empire Snow、イギリス船籍）
- エンパイア・スティーブンソン（Empire Stevenson、イギリス船籍・空襲により沈没）
- エンパイア・トリストラム（Empire Tristram、イギリス船籍）
- イーセク・ホプキンス（Esek Hopkins、アメリカ船籍）
- エクスフォード（Exford、アメリカ船籍）
- グーリスタン（Goolistan、イギリス船籍）
- グレイ・レンジャー（Gray Ranger、イギリス船籍）
- ハリウッド（Hollywood、アメリカ船籍）
- ジョン・ペン（John Penn、アメリカ船籍・空襲により沈没)
- ケンタッキー（Kentucky、アメリカ船籍・空襲により沈没)
- コミールス（Komiles、ソ連船籍）
- ラファイエット（Lafayette、アメリカ船籍）
- マクベス（Macbeth、パナマ船籍・空襲により沈没）
- マリー・ルッケンバッハ（Mary Luckenbach、アメリカ船籍・空襲により沈没）
- ミーンティカット（Meanticut、アメリカ船籍）
- ナサニエル・グリーン（Nathanael Greene、アメリカ船籍）
- オーシャン・フェイス（Ocean Faith、イギリス船籍）
- オリガーキ（Oligarch、イギリス船籍）
- オリバー・エルスワース（Oliver Ellsworth、アメリカ船籍・U-408の雷撃により沈没)
- オレゴニアン（Oregonian、アメリカ船籍・空襲により沈没）
- パトリック・ヘンリー（Patrick Henry、アメリカ船籍）
- ペトロフスキー（Petrovski、ソ連船籍）
- サハレ（Sahale、アメリカ船籍）
- スカハリー（Schoharie、アメリカ船籍）
- セント・オラフ（St. Olaf、アメリカ船籍）
- スターリングラード（Stalingrad、ソ連船籍・U-408の雷撃により沈没)
- スカホナ（Sukahona、ソ連船籍・空襲により沈没）
- トビリシ（Tibilisi、ソ連船籍）
- テンプル・アーク（Temple Arch、イギリス船籍）
- ヴァージニア・デア（Virginia Dare、アメリカ船籍）
- ワコスタ（Wacosta、アメリカ船籍・空襲により沈没）
- ホワイト・クローバー（White Clover、パナマ船籍）
- ウィリアム・マールトリー（William Moultrie、アメリカ船籍）